# Nucula tumidula
Nucula tumidula är en musselart som först beskrevs av Malm 1860.  Nucula tumidula ingår i släktet Nucula och familjen nötmusslor. Arten är reproducerande i Sverige. Inga underarter finns listade i Catalogue of Life.